# Cromátidas hermanas

El cromosoma paterno (azul) y el cromosoma materno (rosa) son cromosomas homólogos. Después de la replicación del ADN cromosómico, el cromosoma azul está compuesto por dos cromátidas hermanas idénticas y el cromosoma rosa está compuesto por dos cromátidas hermanas idénticas. En la mitosis, las cromátidas hermanas se separan en las células hijas, pero ahora se denominan cromosomas (en lugar de cromátidas) de la misma manera en que un niño no se conoce como un solo gemelo.

Una cromátida hermana se refiere a las copias idénticas (cromátidas) formadas por la replicación del ADN de un cromosoma, con ambas copias unidas por un centrómero común. En otras palabras, también se puede decir que una cromátida hermana es 'la mitad' del cromosoma duplicado. Un par de cromátidas hermanas se llama díada. Se crea un conjunto completo de cromátidas hermanas durante la fase de síntesis (S) de la interfase, cuando todos los cromosomas en una célula se replican. Las dos cromátidas hermanas se separan entre sí en dos células diferentes durante la mitosis o durante la segunda división de la meiosis. 
Las cromátidas hermanas se comparan con los cromosomas homólogos, que son las dos copias diferentes de un cromosoma que heredan los organismos diploides (como los humanos), uno de cada padre. Las cromátidas hermanas son en general idénticas (ya que llevan los mismos alelos, también llamados variantes o versiones, de genes) porque derivan de un cromosoma original. Una excepción es hacia el final de la meiosis, después de que se haya producido el cruce, porque las secciones de cada cromátida hermana pueden haberse intercambiado con las secciones correspondientes de las cromátidas homólogas con las que se emparejan durante la meiosis. Los cromosomas homólogos pueden o no ser iguales entre sí porque se derivan de padres diferentes. 
Hay evidencia de que, en algunas especies, las cromátidas hermanas son la plantilla preferida para la reparación del ADN. La cohesión de las cromátidas hermanas es esencial para la distribución correcta de la información genética entre las células hijas y la reparación de los cromosomas dañados. Los defectos en este proceso pueden provocar aneuploidía y cáncer, especialmente cuando los puntos de control no detectan el daño del ADN o cuando los husos mitóticos unidos incorrectamente no funcionan correctamente. 

## Mitosis

Condensación y resolución de cromátidas hermanas humanas en la mitosis temprana

La recombinación mitótica es principalmente el resultado de procesos de reparación de ADN que responden a daños espontáneos o inducidos. La reparación recombinacional homóloga durante la mitosis se limita en gran medida a la interacción entre las cromátidas hermanas cercanas que están presentes en una célula después de la replicación del ADN pero antes de la división celular. Debido a la relación cercana especial que comparten, las cromátidas hermanas no solo se prefieren a las cromátidas homólogas distantes como sustratos para la reparación recombinante, sino que tienen la capacidad de reparar más daños en el ADN que los homólogos.

## Meiosis
Los estudios con la levadura incipiente Saccharomyces cerevisiae indican que la recombinación entre hermanas ocurre con frecuencia durante la meiosis, y hasta un tercio de todos los eventos de recombinación ocurren entre cromátidas hermanas.